# Spigelia polystachya
Spigelia polystachya är en tvåhjärtbladig växtart som beskrevs av Johann Friedrich Klotzsch. Spigelia polystachya ingår i släktet Spigelia och familjen Loganiaceae. Inga underarter finns listade i Catalogue of Life.